# フォスター・アンド・パートナーズ
フォスター・アンド・パートナーズ（Foster + Partners）は1967年にチーム4から解消した上でノーマン・フォスターにより設立された設計事務所。

## 作品
- シティ・ホール（ロンドン）
- ミレニアム・ブリッジ（ロンドン）
- シンガポール最高裁判所
- 平和のピラミッド（ カザフスタン・アスタナ）
- クライド・オーディトリアム（グラスゴー）
- ロンドン・スタンステッド空港第3ターミナル
- 北京首都国際空港
- 香港国際空港
- カナリー・ワーフ駅 (ロンドン地下鉄)
- スペースポート・アメリカ
- ウェンブリー・スタジアム
- ルサイル・アイコニック・スタジアム（ カタール・ドーハ）
- HSBCタワー（ 香港）
- コメルツ銀行タワー（ ドイツ・フランクフルト）